# 橫帶星鯊
橫帶星鲨（学名：Mustelus fasciatus），又稱橫帶貂鯊，為軟骨魚綱真鯊目皺唇鯊科星鯊屬的一種，被IUCN列為極危保育類動物，分布於西南大西洋巴西南部至阿根廷北部海域，深度1至250公尺，本魚體細長，頭部扁平，鼻尖，眼呈橢圓形，每隻眼睛前方眼眶上方有黃色斑點，背部呈棕色，並具有數條淺色橫帶，魚鰭顏色較深，邊緣較窄，下腹部白色，背鰭2個，體長最大可達150公分，棲息在近岸大陸棚底層水域，屬肉食性，以甲殼類和其他底棲性無脊椎動物為食，卵胎生，生活習性不明，可做為食用魚。